# Klaus Barbie
Nikolaus (Klaus) Barbie (Bad Godesberg, 25 oktober 1913 – Lyon, 25 september 1991) was een Duitse Gestapo-chef in het bezette Frankrijk die pas op hoge leeftijd veroordeeld kon worden als oorlogsmisdadiger.

## Biografie
Barbie werd in 1935 lid van de SS, maar werd pas in 1937 lid van de nazipartij, de NSDAP.
Van juni 1940 tot begin 1942 was Barbie werkzaam bij de SD in Amsterdam, waar hij deel had aan acties gericht tegen Joodse Nederlanders en immigranten uit Duitsland.
Vanaf november 1942 nam hij de leiding over van de Gestapo in de Franse stad Lyon. Zijn activiteiten aldaar leverden hem de bijnaam 'slachter van Lyon' op. Zo heeft Barbie de bekende verzetsstrijder Jean Moulin eigenhandig doodgemarteld. Ook de bekende historicus Marc Bloch werd er onder zijn bewind opgepakt, gemarteld en uiteindelijk gefusilleerd op 16 juni 1944.
Op 6 april 1944 zette hij 44 Joodse weeskinderen, die zaten ondergedoken in een vakantiekolonie in Izieu, op transport naar Auschwitz. Alle 44 kinderen en hun 6 begeleiders werden door de nazi's omgebracht. Alleen Léon Reifman, een dertigjarige medicijnenstudent die in het weeshuis werkte, wist tijdens de razzia te ontsnappen en heeft na de oorlog tegen Barbie getuigd.
Historici schatten dat Barbie direct verantwoordelijk was voor de dood van tot wel veertienduizend mensen. Kort voor het einde van de oorlog keerde hij terug naar Duitsland.
In 1947 werd hij in Frankrijk bij verstek ter dood veroordeeld. Van dat jaar tot 1951 werkte hij voor het Amerikaanse Counterintelligence Corps (CIC) in Duitsland tegen de communisten, waarna hij met hulp van het CIC in 1951 naar Bolivia emigreerde en in La Paz ging wonen onder de naam Klaus Altmann en tussen 1964 en 1982 diverse militaire dictators bijstond als 'ondervragingsspecialist'. In 1972 werd hij daar opgespoord door de nazi-jagers Serge en Beate Klarsfeld. Hij werd uiteindelijk pas in 1983 uitgeleverd aan Frankrijk en in 1987 volgde zijn proces, waarbij Lise Lesèvre, als getuige opgeroepen, verklaarde:
"Het was 's anderendaags toen ik kennismaakte met Barbie, met zijn beestenogen... eerst beschuldigde hij me en vernederde me tot op het bot, dan nam hij me mee naar een kamer waar ik vreemde dingen op tafel zag liggen... Hij schiep er plezier in om mensen af te ranselen, hij had niks menselijks..." 
Midden in de nacht werd de vrouw met haar echtgenoot geconfronteerd en in een koud bad opnieuw gemarteld. Ze kwam mensen tegen die onder het bloed zaten. De martelingen duurden 19 dagen.
Klaus Barbie werd tot levenslang veroordeeld, toonde nooit berouw en overleed in 1991 op 77-jarige leeftijd aan leukemie.

## Militaire loopbaan
- SS-Mann: 26 september 1935[2]
- SS-Oberscharführer: 20 april 1939[2]
- SS-Untersturmführer: 20 april 1940[2]
- SS-Obersturmführer: 9 november 1940[2]
- SS-Hauptsturmführer: 9 november 1944[2]

## Lidmaatschapsnummers
- NSDAP nr.: 4 583 085 (lid geworden 1 mei 1937[2])
- SS nr.: 272 284 (lid geworden 26 september 1935[2])

## Decoraties
- IJzeren Kruis 1939, 1e Klasse[7] en 2e Klasse (20 april 1941[2][8])
- Gewondeninsigne 1939 in zwart[2]

## Documentaires
- Hôtel Terminus: The Life and Times of Klaus Barbie, 1988
- My Enemy's Enemy, 2007
- National Geographic Nazi Hunters: The butcher of Lyon, 2010

## In films
- My Enemy's Enemy, 2007
- La traque/Manhunt, 2008
- A Call to Spy, 2019
- Resistance, 2020
- Rat Race, 2000

## In televisieseries
- Résistance, 2015
- De Joodse Raad, 2024